# Platelmintos terrestres
Os platelmintos terrestres (Geoplanidae) formam um grupo diversificado e ecologicamente importante de mais de 800 espécies de vermes achatados de vida livre (não parasitas) e que possuem parentesco com as planárias de água doce. Costumam ser confundidos com lesmas, mas na realidade não possuem parentesco com esses moluscos.
Esses animais são encontrados principalmente em solos húmidos e seu tamanho varia entre menos de um centímetro e os 60 centímetros de comprimento da espécie Bipalium kewense. São predadores eficientes e seu cardápio pode incluir minhocas, caracois e lesmas, insetos e outros animais pequeninos. Eles caçam envolvendo a presa em seu muco e imobilizando-a. A boca fica na parte ventral do corpo do animal.

Muitas espécies desses vermes foram introduzidas acidentalmente pelo homem em novos territórios, embarcadas em navios. Uma espécie em particular, o platelminto da Nova Zelândia (Arthurdendyus triangulatus) está tendo grande impacto ambiental no Reino Unido, por ser um voraz devorador das minhocas nativas.